# Rejane Silva
Rejane Caetano da Silva (Rio de Janeiro, 17 de abril de 1986) é uma professora de Educação física e árbitra de futebol brasileira. Pertence ao quadro de árbitras da Federação Internacional de Futebol (FIFA) desde 2017.

## Biografia

### Primeiros anos e formação acadêmica
Nasceu no Rio de Janeiro, capital do estado do Rio de Janeiro, em 1986.
Formou-se em Educação física, posteriormente, realizou o curso na Escola de Arbitragem oferecido pela Federação de Futebol do Estado do Rio de Janeiro (FERJ), em 2011.

### Carreira
Em 2017, foi punida com um afastamento de trinta dias pelo Tribunal de Justiça Desportiva do Rio de Janeiro (TJD/RJ) por omissão na súmula da partida entre Audax e Barra da Tijuca, pela Série B1 de 2017, ao expulsar o atleta Arthur Feitoza aos quarenta e sete minutos do segundo tempo.
Em 2019, durante a partida entre o Flamengo e o Bangu, pelo Campeonato Carioca, não marcou um lateral que acabou resultando no gol de empate do Rubro-Negro. Por este erro, foi afastada por dez dias para reciclagem, pela Comissão de Arbitragem (COAF-RJ).

## Estatísticas
Estas são estatísticas das principais competições nacionais e internacionais.

### Competições da CONMEBOL
Fonte: 

#### Campeonato Sul-Americano Feminino (Sub-20)
| Edição | Fase    | Data   | Partida   | Partida | Partida   | Estádio  | Cidade   | Cartões                       | Cartões                           | Cartões | Pênalti · Pênalti | Ref.   |
| Edição | Fase    | Data   | Mandante  | Placar  | Visitante | Estádio  | Cidade   | Penalizado com cartão amarelo | Penalizado · Penalizado · Expulso | Expulso | Pênalti · Pênalti | Ref.   |
| ------ | ------- | ------ | --------- | ------- | --------- | -------- | -------- | ----------------------------- | --------------------------------- | ------- | ----------------- | ------ |
| 2018   | Grupo A | 17/jan | Colômbia  | 9 – 0   | Peru      | Olímpico | Riobamba |                               |                                   |         |                   | [ 12 ] |
| 2018   | Grupo A | 21/jan | Argentina | 0 – 3   | Paraguai  | Olímpico | Riobamba |                               |                                   |         |                   | [ 13 ] |
| Total  | Total   | Total  | Total     | Total   | Total     | Total    | Total    | 0                             | 0                                 | 0       | 0                 |        |

#### Campeonato Sul-Americano Feminino (Sub-17)
| Edição | Fase    | Data   | Partida  | Partida | Partida   | Estádio | Cidade | Cartões                       | Cartões                           | Cartões | Pênalti · Pênalti | Ref.   |
| Edição | Fase    | Data   | Mandante | Placar  | Visitante | Estádio | Cidade | Penalizado com cartão amarelo | Penalizado · Penalizado · Expulso | Expulso | Pênalti · Pênalti | Ref.   |
| ------ | ------- | ------ | -------- | ------- | --------- | ------- | ------ | ----------------------------- | --------------------------------- | ------- | ----------------- | ------ |
| 2024   | Grupo A | 13/mar | Paraguai | 3 – 1   | Uruguai   | CARFEM  | Ypané  | 5                             | 0                                 | 0       | 0                 | [ 14 ] |
| 2024   | Grupo A | 17/mar | Chile    | 5 – 1   | Equador   | CARFEM  | Ypané  | 2                             | 0                                 | 0       | 0                 | [ 15 ] |
| Total  | Total   | Total  | Total    | Total   | Total     | Total   | Total  | 7                             | 0                                 | 0       | 0                 |        |

### Competições da CBF
Fonte: 

#### Campeonato Brasileiro Feminino – Série A1
| Edição | Fase       | Data   | Partida         | Partida | Partida             | Estádio             | Cidade         | Cartões                       | Cartões                           | Cartões | Pênalti · Pênalti | Ref.   |
| Edição | Fase       | Data   | Mandante        | Placar  | Visitante           | Estádio             | Cidade         | Penalizado com cartão amarelo | Penalizado · Penalizado · Expulso | Expulso | Pênalti · Pênalti | Ref.   |
| ------ | ---------- | ------ | --------------- | ------- | ------------------- | ------------------- | -------------- | ----------------------------- | --------------------------------- | ------- | ----------------- | ------ |
| 2019   | Quartas    | 24/ago | Flamengo        | 2 – 0   | Internacional       | Gávea               | Rio de Janeiro | 3                             | 0                                 | 0       | 0                 | [ 16 ] |
| 2021   | 1.ª fase   | 2/jun  | Botafogo        | 1 – 1   | São José-SP         | Nilton Santos       | Rio de Janeiro | 3                             | 0                                 | 0       | 1                 | [ 17 ] |
| 2021   | 1.ª fase   | 19/jun | Flamengo        | 1 – 0   | Kindermann          | Gávea               | Rio de Janeiro | 9                             | 1                                 | 0       | 0                 | [ 18 ] |
| 2021   | Semifinais | 30/ago | Internacional   | 0 – 1   | Palmeiras           | Beira-Rio           | Porto Alegre   | 4                             | 0                                 | 0       | 0                 | [ 19 ] |
| 2023   | 1.ª fase   | 15/mai | Flamengo        | 1 – 1   | São Paulo           | Luso-Brasileiro     | Rio de Janeiro | 3                             | 0                                 | 0       | 0                 | [ 20 ] |
| 2023   | Quartas    | 25/jun | Ferroviária     | 3 – 0   | Internacional       | Fonte Luminosa      | Araraquara     | 5                             | 0                                 | 0       | 0                 | [ 21 ] |
| 2023   | Semifinais | 27/ago | São Paulo       | 1 – 3   | Ferroviária         | Bruno José Daniel   | Santo André    | 2                             | 0                                 | 0       | 0                 | [ 22 ] |
| 2024   | 1.ª fase   | 15/abr | Internacional   | 0 – 2   | Grêmio              | SESC Protásio Alves | Porto Alegre   | 6                             | 0                                 | 0       | 0                 | [ 23 ] |
| 2024   | 1.ª fase   | 28/abr | São Paulo       | 2 – 1   | Red Bull Bragantino | Marcelo Portugal    | Cotia          | 6                             | 0                                 | 0       | 0                 | [ 24 ] |
| 2024   | 1.ª fase   | 11/mai | Palmeiras       | 6 – 0   | Santos              | Jayme Cintra        | Jundiaí        | 3                             | 1                                 | 0       | 1                 | [ 25 ] |
| 2024   | 1.ª fase   | 8/jun  | América Mineiro | 2 – 0   | Real Brasília       | Gregorão            | Contagem       | 3                             | 0                                 | 0       | 0                 | [ 26 ] |
| 2024   | Quartas    | 25/ago | Internacional   | 1 – 1   | Ferroviária         | Centenário          | Caxias do Sul  | 4                             | 0                                 | 0       | 2                 | [ 27 ] |
| 2024   | Semifinais | 1/set  | São Paulo       | 2 – 1   | Ferroviária         | Canindé             | São Paulo      | 5                             | 0                                 | 0       | 0                 | [ 28 ] |
| 2024   | Semifinais | 8/set  | Corinthians     | 1 – 2   | Palmeiras           | Canindé             | São Paulo      | 6                             | 0                                 | 0       | 0                 | [ 29 ] |
| Total  | Total      | Total  | Total           | Total   | Total               | Total               | Total          | 62                            | 2                                 | 0       | 4                 |        |

#### Campeonato Brasileiro Masculino – Série C
| Edição | Fase     | Data   | Partida    | Partida | Partida    | Estádio       | Cidade     | Cartões                       | Cartões                           | Cartões | Pênalti · Pênalti | Ref.   |
| Edição | Fase     | Data   | Mandante   | Placar  | Visitante  | Estádio       | Cidade     | Penalizado com cartão amarelo | Penalizado · Penalizado · Expulso | Expulso | Pênalti · Pênalti | Ref.   |
| ------ | -------- | ------ | ---------- | ------- | ---------- | ------------- | ---------- | ----------------------------- | --------------------------------- | ------- | ----------------- | ------ |
| 2020   | 1.ª f./A | 31/out | Imperatriz | 1 – 6   | Santa Cruz | Frei Epifânio | Imperatriz | 2                             | 0                                 | 0       | 1                 | [ 30 ] |
| 2020   | 1.ª f./B | 30/set | Tombense   | 1 – 0   | Criciúma   | Almeidão      | Tombos     | 6                             | 1                                 | 0       | 0                 | [ 31 ] |
| 2021   | 1.ª f./A | 13/jun | Tombense   | 2 – 2   | Altos      | Almeidão      | Tombos     | 6                             | 0                                 | 0       | 0                 | [ 32 ] |
| 2021   | 1.ª f./A | 31/jul | Jacuipense | 1 – 1   | Floresta   | Pituaçu       | Salvador   | 6                             | 0                                 | 2       | 1                 | [ 33 ] |
| Total  | Total    | Total  | Total      | Total   | Total      | Total         | Total      | 20                            | 1                                 | 2       | 2                 |        |

#### Campeonato Brasileiro Masculino – Série D
| Edição | Fase       | Data   | Partida         | Partida | Partida        | Estádio          | Cidade        | Cartões                       | Cartões                           | Cartões | Pênalti · Pênalti | Ref.   |
| Edição | Fase       | Data   | Mandante        | Placar  | Visitante      | Estádio          | Cidade        | Penalizado com cartão amarelo | Penalizado · Penalizado · Expulso | Expulso | Pênalti · Pênalti | Ref.   |
| ------ | ---------- | ------ | --------------- | ------- | -------------- | ---------------- | ------------- | ----------------------------- | --------------------------------- | ------- | ----------------- | ------ |
| 2017   | 1.ª f./A10 | 4/jun  | Sinop           | 2 – 2   | Anápolis       | Gigante do Norte | Sinop         | 8                             | 0                                 | 0       | 0                 | [ 34 ] |
| 2019   | 1.ª f./A2  | 1/jun  | Santos-AP       | 0 – 1   | Real Ariquemes | Zerão            | Macapá        | 5                             | 0                                 | 0       | 0                 | [ 35 ] |
| 2020   | 1.ª f./A2  | 18/out | São Raimundo-RR | 0 – 0   | River-PI       | Canarinho        | Boa Vista     | 5                             | 0                                 | 0       | 0                 | [ 36 ] |
| 2020   | 1.ª f./A8  | 21/nov | Tubarão         | 1 – 1   | Caxias         | D. S. Gonzales   | Tubarão       | 7                             | 0                                 | 0       | 0                 | [ 37 ] |
| 2021   | 1.ª f./A4  | 11/jul | Bahia de Feira  | 0 – 0   | Itabaiana      | Arena Cajueiro   | Feira Santana | 6                             | 1                                 | 0       | 0                 | [ 38 ] |
| 2024   | 1.ª f./A1  | 12/jun | Rio Branco-AC   | 2 – 1   | Manaus         | Florestão        | Rio Branco    | 3                             | 0                                 | 0       | 0                 | [ 39 ] |
| 2024   | 1.ª f./A4  | 18/mai | Juazeirense     | 0 – 2   | CSE            | Adautão          | Juazeiro      | 4                             | 0                                 | 0       | 0                 | [ 40 ] |
| Total  | Total      | Total  | Total           | Total   | Total          | Total            | Total         | 38                            | 1                                 | 0       | 0                 |        |

#### Supercopa do Brasil Feminino
| Edição | Fase       | Data   | Partida         | Partida | Partida          | Estádio             | Cidade        | Cartões                       | Cartões                           | Cartões | Pênalti · Pênalti | Ref.   |
| Edição | Fase       | Data   | Mandante        | Placar  | Visitante        | Estádio             | Cidade        | Penalizado com cartão amarelo | Penalizado · Penalizado · Expulso | Expulso | Pênalti · Pênalti | Ref.   |
| ------ | ---------- | ------ | --------------- | ------- | ---------------- | ------------------- | ------------- | ----------------------------- | --------------------------------- | ------- | ----------------- | ------ |
| 2023   | Quartas    | 5/fev  | Corinthians     | 1 – 0   | Atlético Mineiro | Distrital do Inamar | Diadema       |                               |                                   |         |                   | [ 41 ] |
| 2024   | Semifinais | 14/fev | Avaí/Kindermann | 0 – 3   | Cruzeiro         | Orlando Scarpelli   | Florianópolis | 5                             | 0                                 | 0       | 0                 | [ 42 ] |
| Total  | Total      | Total  | Total           | Total   | Total            | Total               | Total         | 5                             | 0                                 | 0       | 0                 |        |

#### Copa Verde Masculino
| Edição | Fase    | Data  | Partida     | Partida | Partida   | Estádio | Cidade       | Cartões                       | Cartões                           | Cartões | Pênalti · Pênalti | Ref.   |
| Edição | Fase    | Data  | Mandante    | Placar  | Visitante | Estádio | Cidade       | Penalizado com cartão amarelo | Penalizado · Penalizado · Expulso | Expulso | Pênalti · Pênalti | Ref.   |
| ------ | ------- | ----- | ----------- | ------- | --------- | ------- | ------------ | ----------------------------- | --------------------------------- | ------- | ----------------- | ------ |
| 2017   | Oitavas | 5/mar | Operário-MS | 1 – 1   | Luziânia  | Morenão | Campo Grande | 8                             | 0                                 | 0       | 0                 | [ 43 ] |
| Total  | Total   | Total | Total       | Total   | Total     | Total   | Total        | 8                             | 0                                 | 0       | 0                 |        |

### Partidas entre Seleções Femininas
Fonte: 
| Edição | Fase             | Data   | Partida    | Partida | Partida   | Estádio           | Cidade     | Cartões                       | Cartões                           | Cartões | Pênalti · Pênalti | Ref.   |
| Edição | Fase             | Data   | Mandante   | Placar  | Visitante | Estádio           | Cidade     | Penalizado com cartão amarelo | Penalizado · Penalizado · Expulso | Expulso | Pênalti · Pênalti | Ref.   |
| ------ | ---------------- | ------ | ---------- | ------- | --------- | ----------------- | ---------- | ----------------------------- | --------------------------------- | ------- | ----------------- | ------ |
| 2019   | T. Int./3.º col. | 1/set  | Costa Rica | 3 – 1   | Argentina | Pacaembu          | São Paulo  | 5                             | 0                                 | 0       | 0                 | [ 44 ] |
| 2019   | Amistoso         | 15/dez | Brasil     | 4 – 0   | México    | Fonte Luminosa    | Araraquara | 2                             | 0                                 | 0       | 0                 | [ 45 ] |
| 2021   | T. Manaus        | 25/nov | Índia      | 1 – 0   | Chile     | Arena da Amazônia | Manaus     | 1                             | 0                                 | 0       | 0                 | [ 46 ] |
| Total  | Total            | Total  | Total      | Total   | Total     | Total             | Total      | 8                             | 0                                 | 0       | 0                 |        |